# Мацусита, Коносукэ
Коносукэ Мацусита (яп. 松下 幸之助 Мацусита Ко:носукэ, 27 ноября 1894 — 27 апреля 1989) — японский предприниматель, основатель Matsushita Electric Industrial Company, ныне Panasonic, известной своей одноимённой бытовой электроникой, а также брендами National и Technics. В Японии Мацуситу называют «Богом менеджмента».

## Семья
Родился в деревне Васамура, которая теперь является частью города Вакаяма. Коносуке — самый младший ребёнок в семье, к тому времени у него уже было пять сестер и три брата.
Его отец был зажиточным помещиком в фермерской деревне Васа и был одним из самых богатых людей в своей общине. Когда Коносуке было четыре года, семья разорилась и была вынуждена переехать с фермы в маленький дом в городе.
В раннем возрасте из жизни ушли его мать и несколько братьев и сестёр. В дальнейшем он остался единственным выжившим ребёнком в семье.
Зять Масахару Мацусита (урождённый Масахару Хирата; 1912—2012) — глава «Панасоника» в 1961—1977 годах.

Внук Хиро Мацусита (род. 1960) — автогонщик, владелец Swift Engineering в 1991—2018 годах.

## Начало предпринимательства
Вскоре после окончания школы Мацусита был отправлен в Осаку, чтобы стать подмастерьем в магазине хибати. Меньше чем через год магазин обанкротился. Коносуке нашёл новую подработку в магазине, торговавшем велосипедами. Велосипеды в то время были предметом роскоши, их ввозили в страну из Англии.
В 1909 году на улицах Осаки начали появляться трамваи. В 1910 году Мацусита начал работать в Osaka Electric Light Company и проработал семь лет. Начинал он с зарплаты в одну йену в месяц и с подсобной работы помощника электромонтёра. В дальнейшем — участвовал в переоборудовании театров в кинотеатры, а также оснащал проводкой дома богатых предпринимателей.
В возрасте 22 лет его повысили до должности инспектора по электротехнике. Коносуке пытался заинтересовать своего работодателя улучшенной новой формой электрического патрона, над которой он трудился в свободное время. Но его старания оказались напрасны. Тогда, вспомнив совет отца о преимуществе предпринимательства, он решает начать собственное дело. На момент увольнения из компании Мацусите было двадцать два года.

## Рождение Matsushita Electric
15 июня 1917 года Коносуке основывает собственную компанию с начальным капиталом не более 100 йен. Однако его мало пугали скудные ресурсы. Он, жена, два нанятых работника и его шурин трудились в крошечной арендуемой квартирке над производством штепсельных вилок. Продажи вилок были низкие, и к концу 1917 года маленькая компания стояла на грани разорения.
Спас компанию неожиданный крупный заказ на 1000 изоляционных плат для электровентиляторов. Теперь, когда дело начало расти, Коносуке арендовал двухэтажный дом, и это было началом производства электрических устройств компании Matsushita Electric.
Компания начала производство новаторских на то время электрических переходников. Продукция была очень популярна и заслужила хорошую репутацию качественного товара по невысокой цене.
В 1923 году он признал огромный потенциал рынка за велосипедными лампами. В то время лампы уже существовали, но работали не более трёх часов и были ненадёжны. Решив преодолеть эти недостатки, Коносуке спроектировал велосипедную лампу в форме пули, которая работала без подзарядки до сорока часов. Вначале рынок был настроен скептически по отношению к товару, и мало кто верил в подобные возможности, но затем лампы стали очень популярны. Далее последовал выпуск настольных ламп, которые можно было использовать вместо керосинок. Так появилась первая марка компании — National.

## Социальная роль предпринимательства
В 1932 году он сформулировал миссию компании, которая впоследствии привела к росту такой марки, как Panasonic. Комментируя будущее компании, он сказал: «Наш бизнес — это то, что поручено нам обществом. Поэтому мы обязаны направлять и развивать компанию так, чтобы помогать развиваться обществу и способствовать усовершенствованию жизни людей».
«Бизнес — это люди» — было одним из его любимых высказываний. Он долго верил в развитие способностей его служащих и в 1934 году открыл Институт для обучения служащих на фабрике Кэдома.

## Военные годы и послевоенный подъём
Не всё было так гладко в истории компании. Из-за войны между Японией и Китаем, а впоследствии и второй мировой войны, на компанию было оказано давление со стороны государства с целью производства товаров для военных нужд. За время свершившихся войн Matsushita Electric Industrial потеряла тридцать две фабрики и конторы, главным образом в Токио и Осаке. К счастью, главная контора и основная фабрика были спасены, но компания понесла серьёзные потери и восстанавливалась фактически на пустом месте. Сам Коносуке смог избежать преследований как военный преступник благодаря петиции, подписанной более чем пятнадцатью тысячами сотрудников.
Послевоенное общество Японии было разорено инфляцией, нехваткой продовольствия и нечестной практикой деловых отношений. Чтобы обратиться к фундаментальным вопросам относительно человеческих условий существования, в 1946 году Коносуке учредил движение «За мир и счастье через процветание» (Институт PHP).

## Шаг компании на Запад
В его ежегодном послании относительно политики управления в 1951 году Коносуке объявил, что для компании настало время занять весомое место в международном экономическом сообществе. Коносуке посетил США, чтобы лично увидеть уровень американской промышленности, и заметил огромную пропасть между преуспевающей Америкой и обедневшей после войн Японией.
Он понял, что, для того чтобы конкурировать с Западом, его компания нуждалась в лучшем знании электроники и более специализированном подходе к разработке новой продукции.
Следующим шагом в развитии Matsushita Electric Industrial стало сотрудничество с концерном Philips, в рамках которого производство теле- и радиоаппаратуры вышло на качественно новый уровень. Через некоторое время успешной работы появился новая марка Matsushita Electric Industrial — Panasonic.
С 1950 по 1973 год компания Мацуситы стала одним из крупнейших в мире производителей электротоваров, продаваемых под известными торговыми марками, включая Panasonic и Technics.

## Отставка
На ежегодной встрече, посвящённой политике управления, в 1961 году, Коносуке произнёс воодушевляющую речь, сообщая, что компания достигла высоких целей, которые ставила перед собой, и теперь входит в новую фазу роста. После завершения своей речи он сообщил о своей отставке, и что по-прежнему будет поддерживать компанию, но уже из-за сцены, как председатель. Его сменил зять Масахару Мацусита. Оставив пост президента Panasonic, Коносукэ Мацусита оставался председателем совета директоров компании до 1973 года..

## Мировое признание
29 августа 1963 года Коносукe появился на NHK, общественном телевизионном канале Японии, беседовал с премьер-министром Японии Хэято Икэдой. Коносуке защищал духовное образование и другие средства развития человеческих ресурсов, которые, как он заявил, были жизненно важны для национального будущего страны.
Поскольку успех Matsushita Electric стал распространяться за границу, Мацуситу стали признавать как одного из великих предпринимателей мира. Многочисленные иностранные представители, такие как Роберт Кеннеди, Индира Ганди, Тито, приезжали в Японию, чтобы совершить экскурсию по его компании.
Иностранные СМИ вскоре обратили своё внимание на Panasonic и его основателя. В феврале 1962 года на обложке журнала TIME предстал сам Коносуке Мацусита.
Кроме того, в сентябре 1964 о Мацусите написал журнал Life: его называли «главный промышленник», «самый богатый человек», «философ», «издатель журнала» и «самый продаваемый автор».
Осенью 1963 Коносуке участвовал на 13-й Международной конференции управления, спонсируемой Советом по международной организации и науке в Нью-Йорке. В его презентации рассказывалось о философии управления, был сделан акцент на понятиях управления, справедливом соревновании, сосуществовании и взаимном процветании. Речь получила тёплый отклик посетителей.
Коносуке полагал, что в XXI столетии Япония и другие азиатские страны будут производить бо́льшую часть товаров в мире, и он с энтузиазмом продвигал новые политические и экономические идеи, такие как необлагаемое налогом государство и другие управленческие системы, которые подготовят Японию к будущему.
Умер 27 апреля 1989 года в возрасте 94 лет.
Почитается как божество в святилище Мацусита-ся на территории храма Цубаки-оками-ясиро.

## Награды
- Медаль Дружбы за реформы Китая[англ.] (2018 год, посмертно, Китай)[16]

## Книги на русском языке
- Коносуке Мацусита. Миссия бизнеса = Not for Bread Alone: A Business Ethos, A Management Ethic. — М.: «Альпина Паблишер», 2011. — С. 189. — ISBN 978-5-9614-1602-2.
- Коносуке Мацусита. Принципы успеха = The Principles of Success. — М.: Альпина Паблишер, 2011. — С. 128. — ISBN 978-5-9614-1574-2.
- Коносуке Мацусита. Философия менеджмента = The Heart of Management. — М.: Альпина Паблишер, 2016. — 188 с. — ISBN 978-5-9614-5683-7.